# 2004年8月莫斯科地铁爆炸事件
2004年8月莫斯科地铁爆炸事件是2004年8月31日发生在莫斯科地铁里加站附近的一起恐怖分子自杀式爆炸。爆炸造成10人死亡，50多人受伤。

## 爆炸
2004年8月31日晚8时15分左右，在莫斯科和平大街沿线里加地铁站外发生自杀式爆炸。爆炸造成10人死亡，50多人受伤。
警方在爆炸后立即封锁现场，里加站随即关闭。爆炸发生之后，莫斯科市长尤里·卢日科夫、莫斯科内务总局局长普罗宁等官员，还有安全局、检察院等部门的工作人员迅速赶到现场。将近20辆救护车抵达现场抢救伤者。

## 调查
爆发发生后，警方起初一度以为是里加站外的一辆轿车发生汽车炸弹爆炸并起火燃烧。后来才查明是一位女性人肉炸弹实施了爆炸。
2007年2月2日，来自卡拉恰伊-切尔克斯共和国的坦比耶·胡季耶夫（Tambiy Khudiyev）、马克西姆·帕纳林（Maksim Panaryin）以及来自莫斯科的穆拉德·沙瓦耶夫（Murad (Murat) Shavayev）因与2004年2月莫斯科地铁爆炸案有关而被判犯有恐怖主义和谋杀罪，被判处无期徒刑。根据该判决显示，胡季耶夫和帕纳林在车臣的恐怖组织营地接受了训练，并根据乌克兰人伊斯兰武装分子尼古拉·基普凯耶夫（Nikolai Kipkeyev）的命令组织了自杀式爆炸袭击。在莫斯科当俄罗斯联邦司法部法警的沙瓦耶夫为他们带来了爆炸物。
帕纳林还于2003年8月在克拉斯诺达尔的几个公共汽车站安装炸弹，导致4人死亡，17人受伤。2004年2月莫斯科地铁爆炸案后，帕纳林继续安装炸弹，于2004年7月在沃罗涅日炸毁了几个公共汽车站，导致1人死亡，9人受伤。基普凯耶夫认为伤亡人数太少，表示不满意，并开始准备一起新的地铁爆炸。基普凯耶夫于2004年8月31日护送一名身份不明的女性人肉炸弹到莫斯科地铁里加站，然而这名女性人肉炸弹过于惊慌，以至在进入里加站之前便引爆炸药，炸死了基普凯耶夫和另外10人。